# 老鼠排
老鼠排又稱老樹排 、老水排或老水，是昔日位於港島白沙灣南方海角的礁石群，於1975年柴灣填海工程中，西南礁石遭埋填。

## 歷史
此礁石最早出現於1841年英國國防部的香港地圖，當時並沒有特別為礁石標上名稱。而其名稱最早出現於1907年的一張地圖，當時的名稱為"Lao shui pai"。
1972年，政府於老鼠排附近的石岸興建導航燈，具體位置有待考證。
1970年代，政府於柴灣北部填海，並於1975年埋填其中一塊位於石群西南的礁石，由原本的三塊變成兩塊礁石。
而於近5年的颱風，海浪會撞上礁石，並衝上岸上，導致地面溼滑，甚至水浸。

## 現況
目前老鼠排緊貼杏花邨遊樂場海岸，時不時會有漁民在礁石附近捕魚，亦有人會在岸上釣魚。